# Kabalo flygplats
Kabalo flygplats är en statlig flygplats vid orten Kabalo i Kongo-Kinshasa. Den ligger i provinsen Tanganyika, i den sydöstra delen av landet, 1 300 km öster om huvudstaden Kinshasa. Kabalo flygplats ligger 557 meter över havet. IATA-koden är KBO och ICAO-koden FZMN. Kabalo flygplats hade 268 starter och landningar, samtliga inrikes, med totalt 455 passagerare, 10 ton inkommande frakt och 7 ton utgående frakt 2015.